# Бет (коммуна)
Бет (фр. Bettes, окс. Bètas) — коммуна во Франции, находится в регионе Юг — Пиренеи. Департамент — Верхние Пиренеи. Входит в состав кантона Баньер-де-Бигор. Округ коммуны — Баньер-де-Бигор.
Код INSEE коммуны — 65091.

## География
Коммуна расположена приблизительно в 670 км к югу от Парижа, в 120 км юго-западнее Тулузы, в 21 км к юго-востоку от Тарба.
На западе коммуны протекает река Ли (фр. Lies), а на востоке — река Бидодос (фр. Bidaudos).

## Климат
Климат умеренно-океанический с солнечной тёплой погодой и обильными осадками на протяжении практически всего года.

## Население
Население коммуны на 2010 год составляло 67 человек.
| 1962 | 1968 | 1975 | 1982 | 1990 | 1999 | 2010 |
| ---- | ---- | ---- | ---- | ---- | ---- | ---- |
| 102  | 79   | 72   | 76   | 66   | 62   | 67   |

## Администрация
| Период | Период | Фамилия       | Партия | Примечания |
| ------ | ------ | ------------- | ------ | ---------- |
| 2001   | 2014   | Клод Дориньяк |        |            |
| 2014   | 2020   | Пьер Бег      |        |            |

## Экономика
В 2010 году среди 39 человек трудоспособного возраста (15-64 лет) 26 были экономически активными, 13 — неактивными (показатель активности — 66,7 %, в 1999 году было 66,7 %). Из 26 активных жителей работали 23 человека (15 мужчин и 8 женщин), безработных было 3 (0 мужчин и 3 женщины). Среди 13 неактивных 1 человек был учеником или студентом, 10 — пенсионерами, 2 были неактивными по другим причинам.

## Фотогалерея

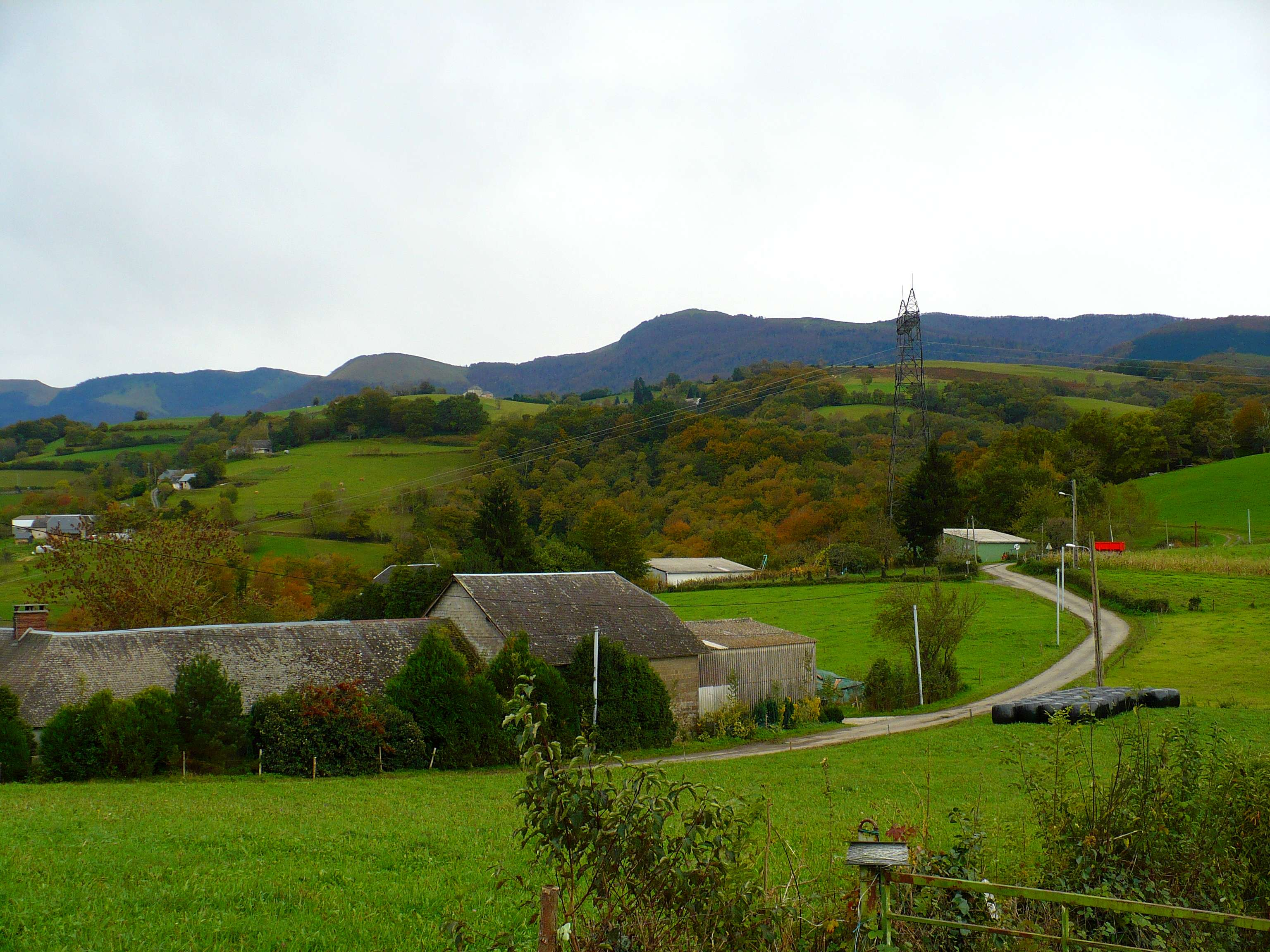
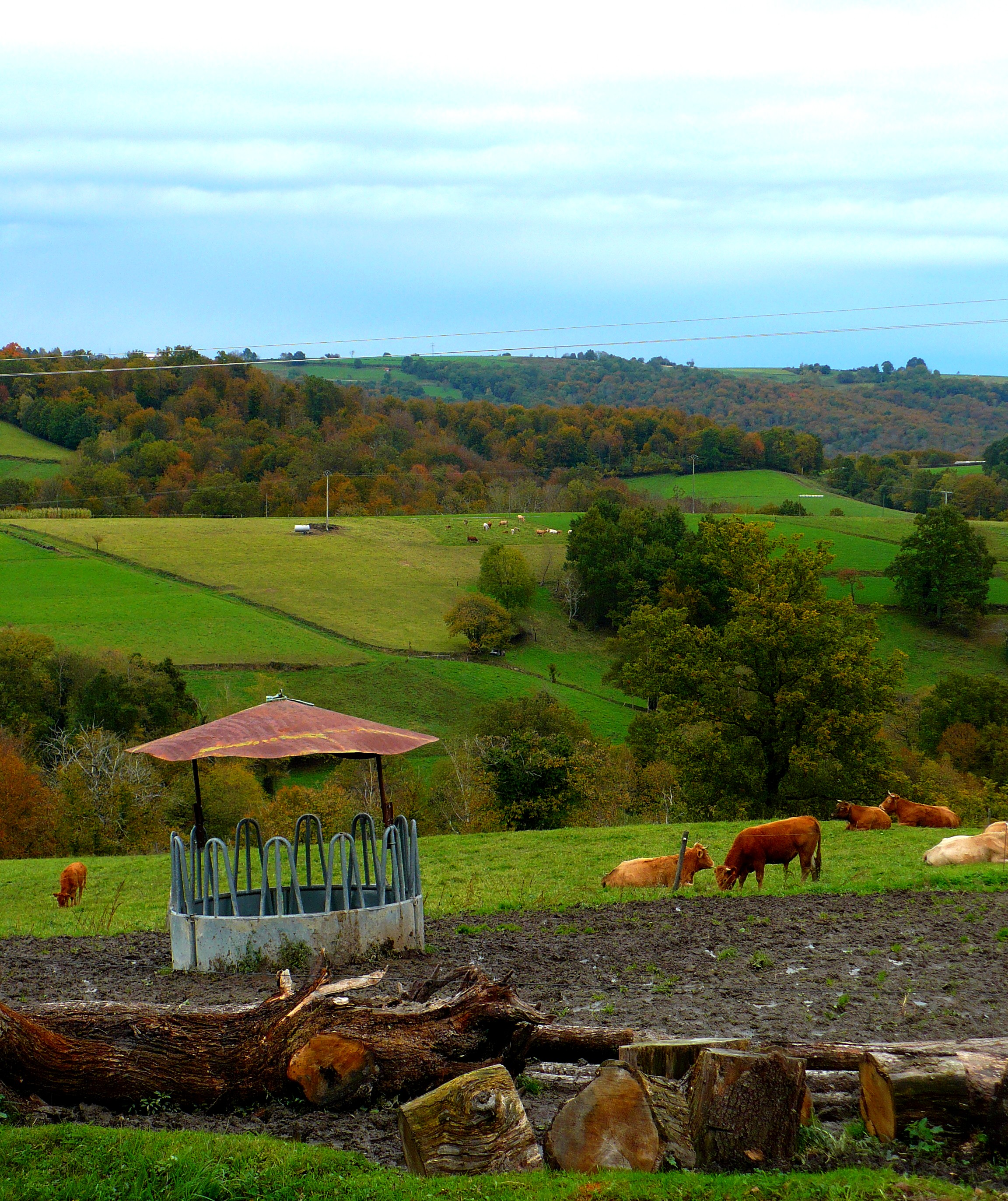
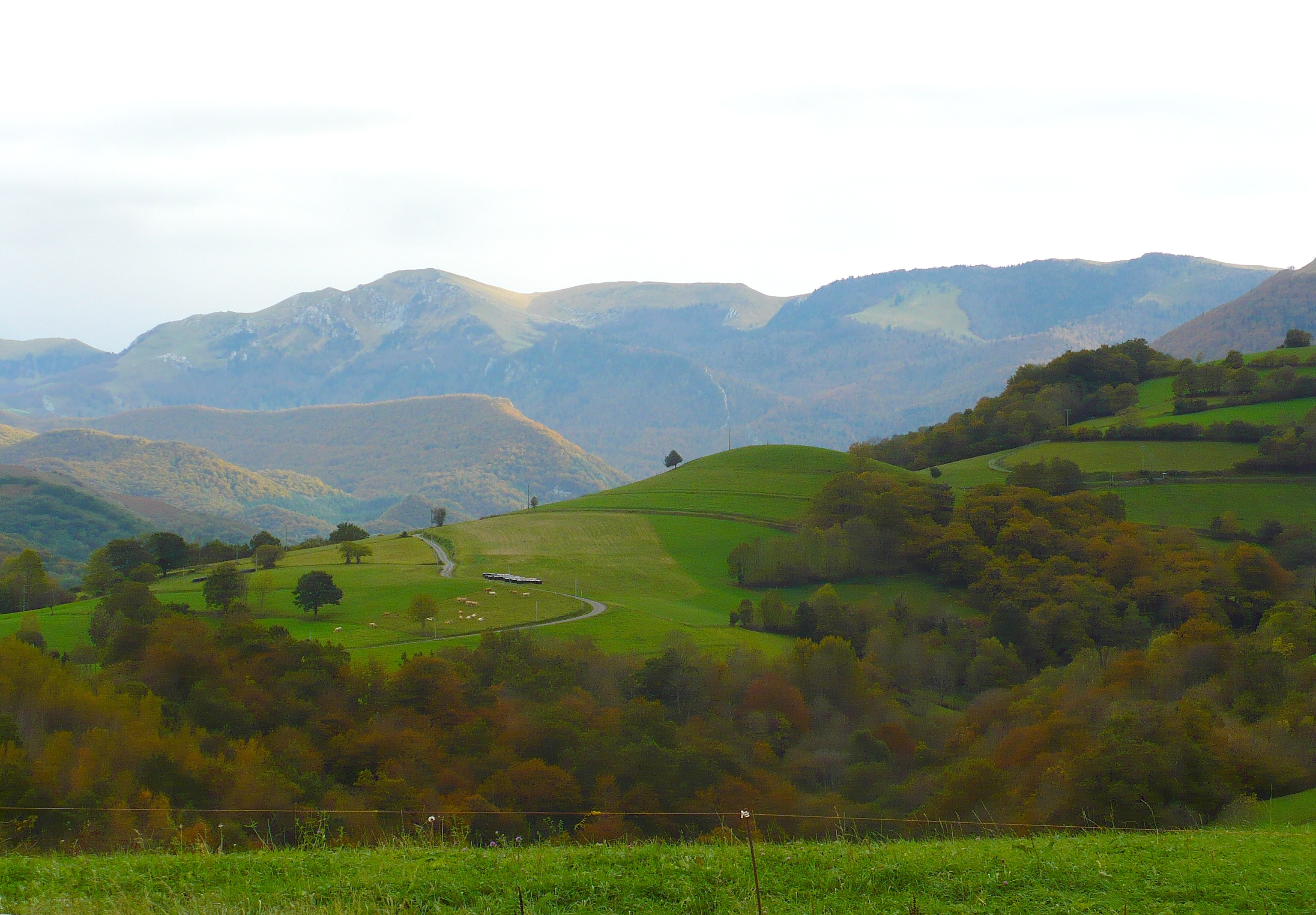
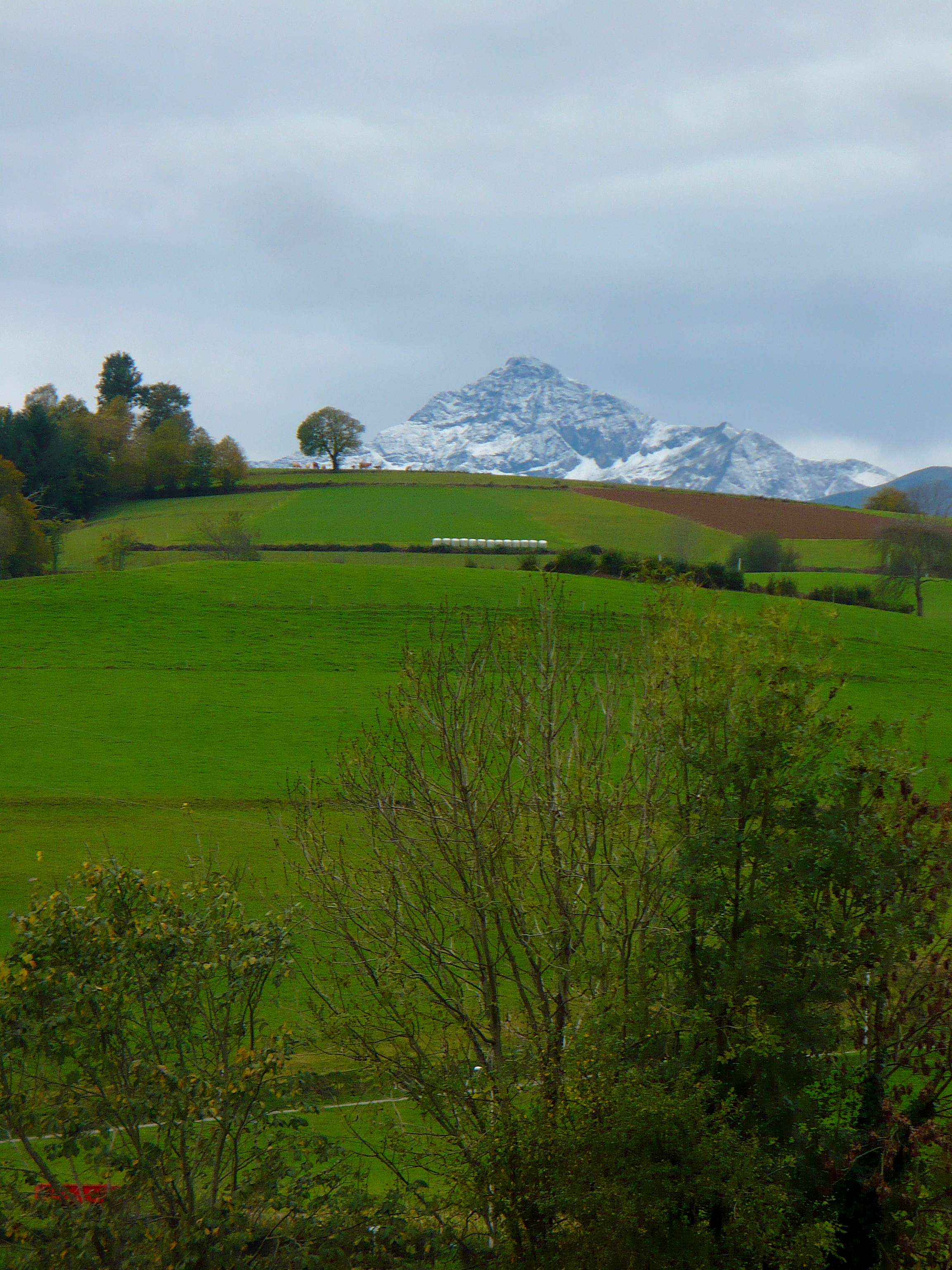
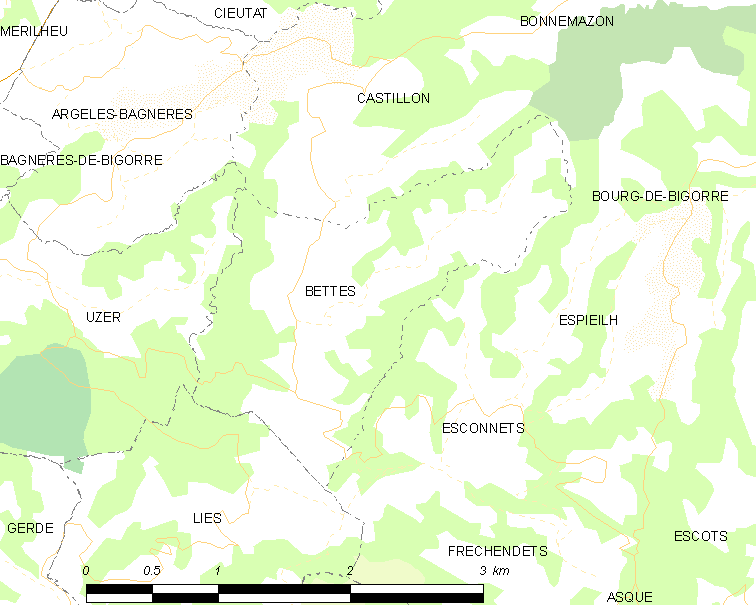
Карта коммуны